# Raión de Gugark
El raión de Gugark es uno de los cinco raiones que forman la provincia armenia de Lorri. Se encuentra al sureste de la provincia, con una población a fecha de 12 de octubre de 2011 de 22 675 habitantes.
Está formado por las siguientes localidades:
- Antaramut 306
- Antarashen 259
- Arjut 990
- Arjut kayaranin kits 53
- Aznvadzor 380
- Bazum 1116
- Darpas 1664
- Debet 821
- Dzoraget 259
- Dzoragyugh 334
- Fioletovo 1325
- Gugark 4278
- Halavar 111
- Haydarli 33
- Karaberd 107
- Kilisa 9
- Lermontovo 912
- Lernapat 1661
- Margahovit 3466
- Pambak 341
- Pambak kayaranin kits 53
- Shahumyan 1934
- Vahagnadzor 300
- Vahagni 1070
- Yeghegnut 893[1]